# Toemiga
Toemiga är en ort i Burkina Faso.   Den ligger i regionen Centre-Sud, i den centrala delen av landet, 50 km sydost om huvudstaden Ouagadougou. Toemiga ligger 318 meter över havet och antalet invånare är 614.
Terrängen runt Toemiga är platt. Närmaste större samhälle är Kombissiri, 10,6 km norr om Toemiga.
Trakten runt Toemiga består till största delen av jordbruksmark. Runt Toemiga är det ganska tätbefolkat, med 65 invånare per kvadratkilometer.